# Юрій Кособуцький
Юрій Кособуцький (біл. Юрый Касабуцкі; нар. 15 лютого 1970, Молодечно) — білоруський римо-католицький єпископ; з 29 листопада 2013 року єпископ-помічник Мінсько-Могильовської архідієцезії і титулярний єпископ Сцілліум.

## Життєпис
Народився 15 лютого 1970 року в м. Молодечно (Мінська область, Білорусь) в сім'ї Казимира Кособуцького і його дружини Владислави. Навчався в Білоруському державному інституті народного господарства, пройшов військову службу. У 1991 році вступив до Вищої духовної семінарії в Гродно. Висвячений на священика 7 грудня 1996 року. Служив у Мінсько-Могильовській архідієцезії: виконував обов'язки вікарія парафії Успіння Пресвятої Богородиці та св. Станіслава у Могильові та адміністратора парафії Воздвиження Чесного Хреста у Вілейці.
З 1999 по 2001 рік навчався в Люблінському католицькому університеті (Польща), де здобув ступінь ліценціата богослов'я. З 2001 по 2004 рік був префектом Міждієцезальної вищої духовної семінарії в Пінську. У 2004 році призначений директором Секретаріату Конференції католицьких єпископів Білорусі. З 2005 року виконував обов'язки канцлера курії Мінсько-Могильовської архідієцезії. З 2006 року він також був адміністратором парафії Святої Трійці (Св. Роха) на Золотій гірці в Мінську. Був викладачем Міждієцезальної вищої духовної семінарії в Пінську та Катехитичного коледжу св. Івана Хрестителя в Мінську.

## Єпископ
29 листопада 2013 року Папа Римський Франциск призначив о. Юрія Кособуцького єпископом-помічником Мінсько-Могильовської архідієцезії. 25 січня 2014 року отримав єпископські свячення.
Прокоментував протести у Білорусі в 2020 році так: «Ситуація дійсно ненормальна. Очевидно, що на Католицьку Церкву в Білорусі намагаються чинити тиск, а значить, відбувається переслідування Церкви, хоч про це ніхто відкрито не говорить. Втім, і в радянські часи боротьби з вірою і Церквою ніхто відкрито не говорив про переслідування, хоч воно було дуже жорстким. Про те, що ситуація тепер схожа, говорять факти».